# Бжеско
Бжѐско (на полски: Brzesko) е град в Югоизточна Полша, Малополско войводство. Административен център е на Бжески окръг, както и на градско-селската Бжеска община. Заема площ от 11,83 км2.

## Население
Според данни от полската Централна статистическа служба, към 1 януари 2014 г. населението на града възлиза на 17 097 души. Гъстотата е 1 445 души/км2.